# Július Révay
Július Révay, též Julian Révay, (ukrajinsky Юліян Ревай – Julijan Revaj, 26. července 1899 Myrča – 30. dubna 1979 New York) byl československý politik z Podkarpatské Rusi; meziválečný poslanec Národního shromáždění za Československou stranu sociálně demokratickou dělnickou. Byl též pedagogem a významnou osobností ukrajinského exilu.

## Život
Narodil se v obci Myrča v tehdejší Užské župě v Uhersku. Jeho domovskou obcí byl Malyj Bereznyj. Vystudoval učitelský ústav a pracoval jako odborný učitel.
Působil jako redaktor deníku Učitel. Působil v skautském hnutí v Podkarpatské Rusi a byl zemským náčelníkem Svazu junáků-skautů v Československu. Byl aktivní i politicky jako člen karpatoruské frakce Československé sociálně demokratické strany dělnické, kterou zde v roce 1920 spoluzakládal. Roku 1922 byl přidělen referátu Ministerstva školství a národní osvěty v Užhorodu. Předsedal zemské odbočce Dělnické akademie. Vykonával i funkci předsedy zemského sdružení podkarpatoruských učitelů, místopředsedy Národopisné společnosti pro Podkarpatskou Rus a hlavního tajemníka zemského Pedagogického spolku.
V parlamentních volbách v roce 1935 se stal poslancem Národního shromáždění za sociální demokraty. Od prosince 1938 zasedal jako nezařazený poslanec. Mandát ztratil v lednu 1939 v důsledku rozpuštění politických stran na Podkarpatské Rusi. Sám likvidaci politických stran a jejich nahrazením jediným Ukrajinským národním sjednocením inicioval.
Ač členem sociální demokracie, již v létě roku 1938 čelil ve straně kritice za své názory ovlivněné fašismem. Za dob existence autonomní Karpatské Ukrajiny v rámci česko-slovenské druhé republiky (1938–1939) působil jako ministr v tehdejší vládě Andreje Bródyho (ministr dopravy), první vládě Augustina Vološina (ministr komunikací, veřejných prací, zdravotnictví a sociální péče) a druhé vládě Augustina Vološina (člen vlády, bez specifikace portfolia). V této době patřil mezi hlavní propagátory orientace autonomní vlády na spolupráci s nacistickým Německem.
Během krátké nezávislosti Karpatské Ukrajiny v březnu 1939 vedl svoji vládu jako její předseda, zároveň byl i ministrem zahraničí. Za světové války žil v Bratislavě, po válce uprchl na západ. Od roku 1948 žil v USA, kde působil též v tamějších ukrajinských exilových organizacích.
Je autorem rusínských učebnic pro obecné školy, mluvnic a slovníků.